# The Circus Starring Britney Spears
The Circus Starring Britney Spears (рус. На арене цирка Бритни Спирс) — седьмой концертный тур американской певицы Бритни Спирс в поддержку её шестого студийного альбома Circus (2008).
Тур стал самым успешным за всю карьеру певицы, а также одним из самых успешных туров среди сольных исполнителей 2009 года; общий доход тура составил $150 млн.

## Предыстория
9 сентября 2007 года Спирс выступила на MTV Video Music Awards с песней «Gimme More», синглом с её пятого студийного альбома Blackout (2007). Её последний концерт был во время гастролей The M+M's Tour в мае этого же года. Её вокал, танцы и гардероб поддались жесткой критике и неблагоприятно отразились на её карьере. В октябре 2007 года стало известно, что Спирс планирует отправиться в турне и провела четыре кастинга танцоров, но позже Jive Records отрицали эту информацию. В феврале 2008 года появились похожие сообщения о том, что Бритни уже месяц репетирует в Millennium Dance Complex в Лос-Анджелесе, Калифорния и в ближайшее время должна отправиться на гастроли в Европу. Тем не менее, тур был окончательно отменён по неизвестным причинам. В сентябре 2008 года Спирс появилась в Нью-Йорке на радио Z100 в день премьеры её нового сингла «Womanizer» и неожиданно для всех объявила, что отправится в тур в 2009 году, чтобы поддержать свой шестой альбом Circus (2008).
После выступления на Good Morning America 2 декабря 2008 года, Спирс официально назвала 25 дат тура в США, 2 даты в Великобритании и объявила, что первый концерт состоится 3 марта 2009 года в Новом Орлеане. В октябре 2008 года Pussycat Dolls были выбраны для выступлений на разогреве в первой североамериканской части турне. Менеджер Спирс, Ларри Рудольф утверждал: "Шоу унесёт умы людей и оно обещает показать поклонникам Бритни то, что они никогда не забудут." Позже он добавил: "Шоу будет интенсивным и длиться около 1,5 часа. Это полномасштабное, взрывное шоу Бритни Спирс. Это поп-феерия. Это будет всё, чего от неё все ожидают - и даже больше!" 28 апреля 2009 года были добавлены восемь европейских дат. На следующий день были добавлены ещё четыре даты, в России, Польше и Германии. 9 июня 2009 года Бритни объявила, что в ноябре впервые посетит Австралию. Первоначально были объявлены шесть дат. Спирс заявила: "В течение достаточно долгого времени я хотела приехать с туром в Австралию и теперь это наконец произойдёт. Мой новый тур - это лучшее шоу, которое я когда-либо создавала и я не могу дождаться, когда я смогу увидеть моих австралийских поклонников. Скоро увидимся!" На следующий день на её официальном сайте было объявлено, что она вернётся в Северную Америку во второй части тура и даст 20 концертов. По слухам, команда Спирс пыталась устроить гастроли в Южной Америке, но по словам менеджера Бритни Адама Лебера, несмотря на их усилия этого сделать не удалось.
В октябре 2008 года Бритни начала работать с Уэйдом Робсоном, который ранее уже работал над её туром Dream Within a Dream Tour (2001—2002); он объявил, что репетиции начнутся в январе. Его жена, Аманда Робсон, также участвовала в разработке тура. Андре Фуэнтес был выбран в качестве ведущего хореографа. Однако, по неизвестным причинам, 23 декабря 2008 года Робсоны и Фуэнтес были заменены Джейми Кингом, который ранее сотрудничал с Бритни во время её тура Oops!... I Did It Again Tour (2000—2001). Он провёл кастинг танцоров и акробатов, и работал с Бритни над сет-листом и хореографией. Кинг описал шоу: "Сексуальное, весёлое, взрывное и полное сюрпризов. Мы избегаем традиционных элементов цирка, таких как живые звери, мы создали кое-что новое и захватывающее с акробатами, танцорами, освещением, огнём и другими специальными эффектами." В качестве музыкального директора был нанят Саймон Эллис. Сцена была спроектирована Road Rage.

## Описание концерта
Шоу начинается с 2-х интерлюдий, во время первой на сцене появляются клоуны, гимнасты, танцоры. Они танцуют и развлекают публику. 
В конце 1-й интерлюдии на сцену опускается экран, начинается вторая интерлюдия (The Circus Staring:Britney Spears), во время которой экран поднимается и на сцене появляются танцоры. 
По окончании интро на сцену спускается Бритни. На ней одет цирковой костюм под которым эротичный костюм (иногда золотой купальник), начинается песня "Circus". В конце песни Бритни снимает пиджак циркача, и начинается песня "Piece of me", во время которой танцоры закрывают Бритни в клетке, где Бритни танцует. В завершении композиции Бритни опускается под сцену на лифте. 
Начинается интро к песни "Radar".
Воздушные гимнасты исполняют свои номера. 
На сцене появляется Бритни с танцорами, начинается песня...
На Бритни тот же самый костюм.
Начинается 2 акт.
На сцену опускается мини занавес. 
На лифтах выезжают танцоры, одетые в костюмы самурая. Они исполняют танец с мечами. В конце спускаются под сцену. 
Начинается песня "Oh baby, baby".
На сцене стоит фокусный реквизит, в одном из которых появляется Бритни. В конце Бритни исчезает и выезжает на сцену B. 
Начинается песня "Boys", во время которой танцоры одевают Бритни в костюм и  катаются по сцене на велосипедах.
После затемнения начинается песня "If You Seek Amy".
На Бритни надета мини-шуба. 
После небольшого интро Бритни исполняет "Me Against the Music" и "Everytime".
Начинается 3 акт. 
На сцену опускается экран, в котором показывается интро-видео "Sweet Dreams". 
После затемнения начинается песня 
"Freakshow" и Get Naked". Бритни вместе с танцорами появляются на двух сценах B. По всей сцене расставлена мебель. После этих песен Бритни исчезает. 
Начинается интро. 
На сцену выходят клоуны и выбирают парня из зала. 
На сцене появляется Бритни и исполняет песню "Breathe on Me", во время которой Бритни исполняет эротический танец в картинных рамках. 
После Бритни исполняет следующую песню, летая на тросах вместе с танцорами.
Акт 4 начинается с интерлюдии "Electro Circus", на сцене появляются гитаристы. 
Бритни появляется на сцене и исполняет несколько песен.
Во время исполнения песни "I'm a Slave 4 U" Бритни летает над сценой, где горит огонь.
Начинается 5 акт.
На сцену опускается экран, и начинается интерлюдия "Break the Ice".
Экран медленно поднимается, и на сцене появляется Бритни с танцорами, одетыми в полицейскую форму. 
В конце начинается мелодия, сыпется конфетти. Бритни прощается со зрителями и уходит со сцены в сопровождении охранников. 
Экран опускается и шоу заканчивается. 
В зале загорается свет....

## Шоу в Москве
Вопреки прогнозам скептиков, популярной американской певице удалось собрать практически полный зал: по оценке организаторов гастролей, многотысячный спорткомплекс был заполнен на 95 %. На «разогреве» у певицы, согласно её выбору, выступила российская группа «Ранетки». А когда на сцене появилась сама Бритни, многие поклонники, которые ждали её в Москве не один год, не смогли сдержать эмоций, поднялись со своих мест и устроили ей овацию. В общей сложности, концерт длился почти 2,5 часа. Спирс около 10 раз меняла наряды, один экстравагантнее другого. Но, как отметили критики, при всей зрелищности шоу, многие оказались разочарованы, поскольку поп-дива практически не пела вживую.
Несмотря на отсутствие самых острых блюд, публика осталась в полном восторге. Новые танцевальные аранжировки хитов Бритни Спирс ухали басами, но на трибунах и в партере танцевали мало, воздетых к небу аплодирующих рук тоже было меньше, чем, скажем, на рок-концертах. Если не брать в расчет фестивали и сборные концерты, ничего технически более сложного в «Олимпийский» не завозили 20 лет — со времен легендарного концерта Pink Floyd.

## Разогрев
- Pussycat Dolls (Северная Америка)[24]

1. «Don't Cha»
2. «Beep»
3. «I Don't Need a Man»
4. «I Hate This Part»
5. «Buttons»
6. «Whatcha Think About That»
7. «Stickwitu»
8. «Jai Ho! (You Are My Destiny)»
9. «When I Grow Up»

- Ciara (Лондон)[25]
- Jordin Sparks (Северная Америка)[26]

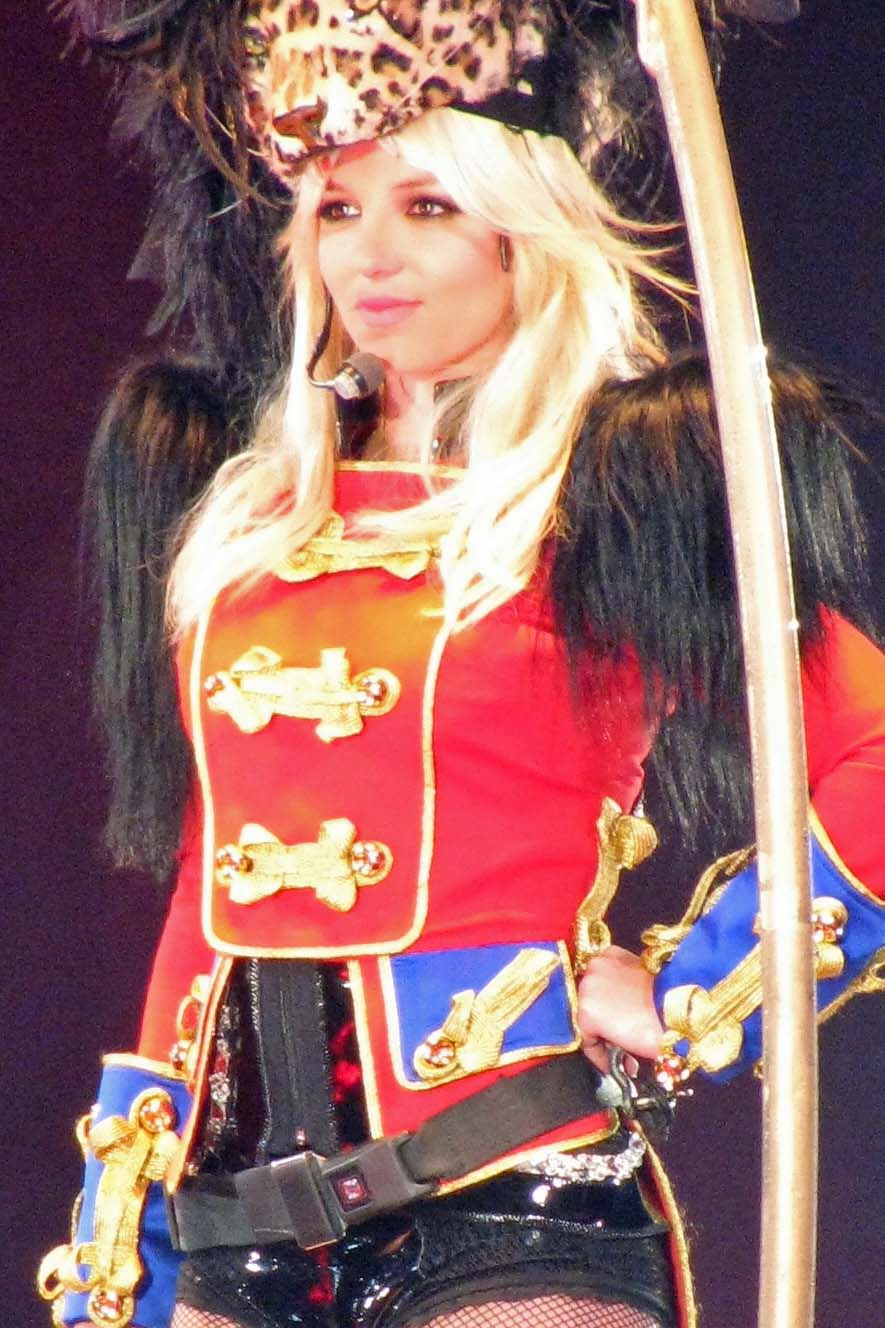

- Kristinia DeBarge (Северная Америка)[27]
- One Call (Северная Америка)[27]
- Ранетки (Москва)[27]
- Girlicious (Канада)[27]
- DJ Havana Brown (Европа и Австралия)[28]
- Sliimy (Париж)[29]
- Cascada (Берлин)[30]
- Big Apple Circus[31]

## Сет-лист
1 акт: The Circus
1. «Welcome to the Circus» (Video Introduction)
2. «Circus»
3. «Piece of Me» (с элементами из «Circus»)
4. «Thunderstorm» (Performance Interlude)
5. «Radar»

2 акт: House of Fun (Anything Goes)
1. «Martial Arts Segue» (features LAZRtag Remix of «Gimme More»)
2. «Ooh Ooh Baby» / «Hot as Ice»
3. «Boys» (The Co-Ed Remix)
4. «Sound off» (Performance Interlude)
5. «If U Seek Amy»
6. «Me Against the Music» (Bollywood Remix)
7. «Everytime»

3 акт: Freakshow / Peepshow
1. «Everybody's Looking for Something Segue» (с элементами из «Sweet Dreams (Are Made of This)»)
2. «Freakshow»
3. «Get Naked (I Got a Plan)»
4. «Mannequin» (исполнялась только с 5 по 26 июля 2009 года)
5. «Britney's Hotline»
6. «Breathe on Me» / «Touch of My Hand» («Touch of My Hand» исполнялась только в Северной Америке)

4 акт: Electro Circ
1. «Band Jam Segue» (Video Interlude) (с элементами из «Circus» и «Do Somethin'»)
2. «Do Somethin'»
3. «I'm a Slave 4 U» (с элементами из «Light Your Ass on Fire»)
4. «Heartbeat» (Performance Interlude)
5. «Toxic»
6. «...Baby One More Time» (Remix)

5 акт: Encore
1. «Womanizer» (Extended Remix)
2. «Circus Reprise: The Bow»

## Даты концертов
| Северная Америка |                 |           |                                   |
| 3 марта 2009     | Новый Орлеан    | США       | New Orleans Arena                 |
| 5 марта 2009     | Атланта         | США       | Philips Arena                     |
| 7 марта 2009     | Майами          | США       | American Airlines Arena           |
| 8 марта 2009     | Тампа           | США       | St. Pete Times Forum              |
| 11 марта 2009    | Юниондейл       | США       | Nassau Veterans Memorial Coliseum |
| 13 марта 2009    | Ньюарк          | США       | Prudential Center                 |
| 14 марта 2009    | Ньюарк          | США       | Prudential Center                 |
| 16 марта 2009    | Бостон          | США       | TD Garden                         |
| 18 марта 2009    | Торонто         | Канада    | Air Canada Centre                 |
| 19 марта 2009    | Торонто         | Канада    | Air Canada Centre                 |
| 20 марта 2009    | Монреаль        | Канада    | Bell Centre                       |
| 23 марта 2009    | Юниондейл       | США       | Nassau Veterans Memorial Coliseum |
| 24 марта 2009    | Вашингтон       | США       | Verizon Center                    |
| 27 марта 2009    | Питтсбург       | США       | Mellon Arena                      |
| 30 марта 2009    | Хьюстон         | США       | Toyota Center                     |
| 31 марта 2009    | Даллас          | США       | American Airlines Center          |
| 2 апреля 2009    | Канзас-Сити     | США       | Sprint Center                     |
| 3 апреля 2009    | Миннеаполис     | США       | Target Center                     |
| 6 апреля 2009    | Эдмонтон        | Канада    | Rexall Place                      |
| 8 апреля 2009    | Ванкувер        | Канада    | GM Place                          |
| 9 апреля 2009    | Такома          | США       | Tacoma Dome                       |
| 11 апреля 2009   | Сакраменто      | США       | ARCO Arena                        |
| 12 апреля 2009   | Сан-Хосе        | США       | HP Pavilion at San Jose           |
| 14 апреля 2009   | Солт-Лейк-Сити  | США       | EnergySolutions Arena             |
| 16 апреля 2009   | Лос-Анджелес    | США       | Staples Center                    |
| 17 апреля 2009   | Лос-Анджелес    | США       | Staples Center                    |
| 19 апреля 2009   | Анахайм         | США       | Honda Center                      |
| 20 апреля 2009   | Анахайм         | США       | Honda Center                      |
| 22 апреля 2009   | Окленд          | США       | Oracle Arena                      |
| 24 апреля 2009   | Глендейл        | США       | Jobing.com Arena                  |
| 25 апреля 2009   | Лас-Вегас       | США       | MGM Grand Garden Arena            |
| 28 апреля 2009   | Роузмонт        | США       | Allstate Arena                    |
| 29 апреля 2009   | Роузмонт        | США       | Allstate Arena                    |
| 30 апреля 2009   | Колумбус        | США       | Jerome Schottenstein Center       |
| 2 мая 2009       | Монтвилль       | США       | Mohegan Sun Arena                 |
| 3 мая 2009       | Монтвилль       | США       | Mohegan Sun Arena                 |
| 5 мая 2009       | Монреаль        | Канада    | Bell Centre                       |
| Европа           |                 |           |                                   |
| 3 июня 2009      | Лондон          | Англия    | The O2 Arena                      |
| 4 июня 2009      | Лондон          | Англия    | The O2 Arena                      |
| 6 июня 2009      | Лондон          | Англия    | The O2 Arena                      |
| 7 июня 2009      | Лондон          | Англия    | The O2 Arena                      |
| 10 июня 2009     | Лондон          | Англия    | The O2 Arena                      |
| 11 июня 2009     | Лондон          | Англия    | The O2 Arena                      |
| 13 июня 2009     | Лондон          | Англия    | The O2 Arena                      |
| 14 июня 2009     | Лондон          | Англия    | The O2 Arena                      |
| 17 июня 2009     | Манчестер       | Англия    | Manchester Evening News Arena     |
| 19 июня 2009     | Дублин          | Ирландия  | The O2                            |
| 20 июня 2009     | Дублин          | Ирландия  | The O2                            |
| 4 июля 2009      | Париж           | Франция   | Palais Omnisports de Paris-Bercy  |
| 5 июля 2009      | Париж           | Франция   | Palais Omnisports de Paris-Bercy  |
| 6 июля 2009      | Париж           | Франция   | Palais Omnisports de Paris-Bercy  |
| 9 июля 2009      | Антверпен       | Бельгия   | Sportpaleis                       |
| 11 июля 2009     | Копенгаген      | Дания     | Parken Stadium                    |
| 13 июля 2009     | Стокгольм       | Швеция    | Ericsson Globe                    |
| 14 июля 2009     | Стокгольм       | Швеция    | Ericsson Globe                    |
| 16 июля 2009     | Хельсинки       | Финляндия | Hartwall Arena                    |
| 19 июля 2009     | Санкт-Петербург | Россия    | Ледовый дворец                    |
| 21 июля 2009     | Москва          | Россия    | Олимпийский                       |
| 26 июля 2009     | Берлин          | Германия  | O2 World                          |
| Северная Америка |                 |           |                                   |
| 20 августа 2009  | Гамильтон       | Канада    | Copps Coliseum                    |
| 21 августа 2009  | Оттава          | Канада    | Scotiabank Place                  |
| 24 августа 2009  | Нью-Йорк        | США       | Madison Square Garden             |
| 25 августа 2009  | Нью-Йорк        | США       | Madison Square Garden             |
| 26 августа 2009  | Нью-Йорк        | США       | Madison Square Garden             |
| 29 августа 2009  | Бостон          | США       | TD Garden                         |
| 30 августа 2009  | Филадельфия     | США       | Wachovia Center                   |
| 1 сентября 2009  | Орландо         | США       | Amway Arena                       |
| 2 сентября 2009  | Майами          | США       | American Airlines Arena           |
| 4 сентября 2009  | Атланта         | США       | Philips Arena                     |
| 5 сентября 2009  | Гринсборо       | США       | Greensboro Coliseum Complex       |
| 8 сентября 2009  | Оберн-Хиллс     | США       | The Palace of Auburn Hills        |
| 9 сентября 2009  | Роузмонт        | США       | Allstate Arena                    |
| 11 сентября 2009 | Де-Мойн         | США       | Wells Fargo Arena                 |
| 12 сентября 2009 | Гранд-Форкс     | США       | Alerus Center                     |
| 15 сентября 2009 | Талса           | США       | BOK Center                        |
| 16 сентября 2009 | Хьюстон         | США       | Toyota Center                     |
| 18 сентября 2009 | Даллас          | США       | American Airlines Center          |
| 19 сентября 2009 | Боссье-Сити     | США       | CenturyTel Center                 |
| 21 сентября 2009 | Эль-Пасо        | США       | Don Haskins Center                |
| 23 сентября 2009 | Лос-Анджелес    | США       | Staples Center                    |
| 24 сентября 2009 | Сан-Диего       | США       | San Diego Sports Arena            |
| 26 сентября 2009 | Лас-Вегас       | США       | Mandalay Bay Events Center        |
| 27 сентября 2009 | Лас-Вегас       | США       | Mandalay Bay Events Center        |
| Австралия        |                 |           |                                   |
| 6 ноября 2009    | Перт            | Австралия | Burswood Dome                     |
| 7 ноября 2009    | Перт            | Австралия | Burswood Dome                     |
| 11 ноября 2009   | Мельбурн        | Австралия | Rod Laver Arena                   |
| 12 ноября 2009   | Мельбурн        | Австралия | Rod Laver Arena                   |
| 13 ноября 2009   | Мельбурн        | Австралия | Rod Laver Arena                   |
| 16 ноября 2009   | Сидней          | Австралия | Acer Arena                        |
| 17 ноября 2009   | Сидней          | Австралия | Acer Arena                        |
| 19 ноября 2009   | Сидней          | Австралия | Acer Arena                        |
| 20 ноября 2009   | Сидней          | Австралия | Acer Arena                        |
| 22 ноября 2009   | Брисбен         | Австралия | Brisbane Entertainment Centre     |
| 24 ноября 2009   | Брисбен         | Австралия | Brisbane Entertainment Centre     |
| 25 ноября 2009   | Брисбен         | Австралия | Brisbane Entertainment Centre     |
| 27 ноября 2009   | Мельбурн        | Австралия | Rod Laver Arena                   |
| 29 ноября 2009   | Аделаида        | Австралия | Adelaide Entertainment Centre     |

### Перенесённые и отменённые даты
- В связи с недостатком времени на установку оборудования, шоу в Анкасвилле 26 марта было перенесено на 3 мая 2009 года.[36]
- 24 июля шоу в Варшаве было отменено из-за нерешённого спора по контракту. Бритни оставила извинения для польских поклонников на своём сайте, а также добавила, что надеется в ближайшем будущем посетить Варшаву.[37]

### Доходы тура
| Арена                      | Город          | Количество концертов | Количество билетов поступивших в продажу / Количество проданных билетов | Доход        |
| -------------------------- | -------------- | -------------------- | ----------------------------------------------------------------------- | ------------ |
| New Orleans Arena          | Новый Орлеан   | 1                    | 16,810 / 16,810 (100%)                                                  | $1,604,815   |
| Philips Arena              | Атланта        | 2                    | 29,094 / 29,094 (100%)                                                  | $2,350,956   |
| American Airlines Arena    | Майами         | 2                    | 33,146 / 33,146 (100%)                                                  | $2,846,027   |
| St. Pete Times Forum       | Тампа          | 1                    | 18,929 / 18,929 (100%)                                                  | $1,818,011   |
| Prudential Center          | Ньюарк         | 2                    | 33,535 / 33,535 (100%)                                                  | $3,865,005   |
| TD Banknorth Gardens       | Бостон         | 2                    | 36,989 / 36,989 (100%)                                                  | $3,645,692   |
| Air Canada Centre          | Торонто        | 2                    | 37,912 / 37,912 (100%)                                                  | $3,714,316   |
| Bell Centre                | Монреаль       | 2                    | 34,709 / 34,709 (100%)                                                  | $2,834,097   |
| Nassau Coliseum            | Юниондейл      | 2                    | 33,549 / 33,549 (100%)                                                  | $3,623,790   |
| Verizon Center             | Вашингтон      | 1                    | 18,160 / 18,160 (100%)                                                  | $1,859,147   |
| Mellon Arena               | Питтсбург      | 1                    | 16,146 / 16,146 (100%)                                                  | $1,553,944   |
| Toyota Center              | Хьюстон        | 2                    | 34,951 / 34,951 (100%)                                                  | $3,488,360   |
| American Airlines Center   | Даллас         | 2                    | 35,243 / 35,243 (100%)                                                  | $4,129,863   |
| Sprint Center              | Канзас-Сити    | 1                    | 16,872 / 16,872 (100%)                                                  | $1,567,486   |
| Target Center              | Миннеаполис    | 1                    | 17,694 / 17,694 (100%)                                                  | $1,420,032   |
| Rexall Place               | Эдмонтон       | 1                    | 17,109 / 17,109 (100%)                                                  | $1,422,220   |
| GM Place                   | Ванкувер       | 1                    | 18,040 / 18,040 (100%)                                                  | $1,552,132   |
| Tacoma Dome                | Такома         | 1                    | 21,828 / 21,828 (100%)                                                  | $1,694,410   |
| Arco Arena                 | Сакраменто     | 1                    | 15,975 / 15,975 (100%)                                                  | $1,293,323   |
| HP Pavilion at San Jose    | Сан-Хосе       | 1                    | 17,053 / 17,053 (100%)                                                  | $1,834,352   |
| EnergySolutions Arena      | Солт-Лейк-Сити | 1                    | 17,095 / 17,095 (100%)                                                  | $1,076,551   |
| Staples Center             | Лос-Анджелес   | 3                    | 52,448 / 52,448 (100%)                                                  | $5,225,599   |
| Honda Center               | Анахайм        | 2                    | 32,582 / 32,582 (100%)                                                  | $3,081,963   |
| Oracle Arena               | Окленд         | 1                    | 17,694 / 17,694 (100%)                                                  | $1,310,285   |
| Allstate Arena             | Розмонт        | 3                    | 48,637 / 48,637 (100%)                                                  | $3,917,002   |
| MGM Grand Garden           | Лас-Вегас      | 3                    | 34,527 / 34,527 (100%)                                                  | $4,195,210   |
| Mandalay Bay Events Center | Лас-Вегас      | 3                    | 34,527 / 34,527 (100%)                                                  | $4,195,210   |
| Mohegan Sun Arena          | Анкасвилл      | 1                    | 18,611 / 18,611 (100%)                                                  | $2,349,446   |
| Jobing.com Arena           | Финикс         | 1                    | 17,005 / 17,005 (100%)                                                  | $1,769,063   |
| Schottenstein Center       | Колумбус       | 1                    | 17,221 / 17,221 (100%)                                                  | $1,434,383   |
| The O2 Arena               | Лондон         | 8                    | 139,778 / 139,778 (100%)                                                | $9,959,306   |
| Manchester Arena           | Манчестер      | 1                    | 18,600 / 18,600 (100%)                                                  | $910,291     |
| Parken Stadium             | Копенгаген     | 1                    | 44,821 / 44,821 (100%)                                                  | $4,928,523   |
| Copps Coliseum             | Гамильтон      | 1                    | 16,629 / 16,629 (100%)                                                  | $943,852     |
| Scotiabank Place           | Оттава         | 1                    | 15,883 / 15,883 (100%)                                                  | $1,071,229   |
| Madison Square Garden      | Нью-Йорк       | 3                    | 53,356 / 53,356 (100%)                                                  | $3,814,089   |
| Wachovia Center            | Филадельфия    | 1                    | 17,641 / 17,641 (100%)                                                  | $1,165,725   |
| Amway Arena                | Орландо        | 1                    | 16,408 / 16,408 (100%)                                                  | $687,437     |
| Greensboro Coliseum        | Гринсборо      | 1                    | 10,813 / 10,813 (100%)                                                  | $559,862     |
| Palace of Auburn Hills     | Детройт        | 1                    | 12,572 / 12,572 (100%)                                                  | $935,772     |
| Wells Fargo Arena          | Де-Мойн        | 1                    | 10,397 / 10,397 (100%)                                                  | $525,479     |
| Alerus Center              | Гранд-Форкс    | 1                    | 12,713 / 12,713 (100%)                                                  | $849,983     |
| BOK Center                 | Талса          | 1                    | 16,930 / 16,930 (100%)                                                  | $794,596     |
| CenturyTel Center          | Боссьер Сити   | 1                    | 10,240 / 10,240 (100%)                                                  | $610,818     |
| Don Haskins Center         | Эль-Пасо       | 1                    | 11,531 / 11,531 (100%)                                                  | $928,907     |
| San Diego Sports Arena     | Сан-Диего      | 1                    | 11,845 / 11,845 (100%)                                                  | $608,300     |
| Burswood Dome              | Перт           | 1                    | 18,272 / 18,272 (100%)                                                  | $874,568     |
| Acer Arena                 | Сидней         | 4                    | 66,247 / 69,640 (100%)                                                  | $9,085,822   |
|                            | Всего:         | 97 / 97              | 1,890,384 / 1,890,384 (100%)                                            | $133,001,619 |